# Flowers in the Dirt
Flowers in the Dirt är ett album från 1989 av den brittiske popartisten Paul McCartney.
Flowers in the Dirt fick ett varmt mottagande från fans och kritikerkår när den gavs ut. Sedan något år tillbaka hade Paul inlett ett samarbete med Elvis Costello, och den här skivan gav för många det första smakprovet på detta samarbete. (Dock hade en låt redan släppts som B-sida 1987.)
Lagom till den här skivan hade McCartney dessutom samlat ihop ett fast band bestående av Hamish Stuart (från Average White Band), Robbie McIntosh (från The Pretenders), Paul "Wix" Wickens och Chris Whitten (bland andra The Waterboys). De medverkar samtliga på detta album, om än i olika hög grad. Efter att skivan släppts åkte bandet (som ibland kallades för "Lumpy Trousers" av McCartney i intervjuer) ut på en stor världsturné.
I Japan gavs albumet ut en speciell 2-CD-version (se nedan).
Flowers in the Dirt gav upphov till fyra singlar: 
- "My Brave Face"

B-sidor: "Flying to My Home", "I'm Gonna Be A Wheel Someday" och "Ain't That A Shame"
- "This One"

B-sidor: "The First Stone", "Good Sign", "The Long and Winding Road", "I Wanna Cry" och "I'm In Love Again"
- "Figure of Eight"

B-sidor: "Où Est Le Soleil", "Loveliest Thing", "This One" och "Rough Ride" 
- "Put It There"

B-sidor: "Mama's Little Girl" och "Same Time Next Year" 
Dessutom släpptes "Party Party" från albumsessionerna som en specialsingel med albumet i en turnéförpackning.

## Låtlista

### CD 1
Alla låtar skrivna av McCartney om inget annat anges 
1. "My Brave Face" - (McCartney/MacManus)
2. "Rough Ride"
3. "You Want Her Too" - (McCartney/MacManus)
  - Elvis Costello sjunger svarsstämman på denna sång på ett sätt som påminner om John Lennons svarsstämma på Beatles-låten Getting Better.
4. "Distractions"
5. "We Got Married"
  - Spelades ursprungligen in 1984 med David Gilmour, men har fått ytterligare instrumentpålägg här.
6. "Put It There"
7. "Figure of Eight" 
  - Singelversionen är helt annorlunda än denna version. De spelades in vid helt olika tillfällen.
8. "This One"
9. "Don't Be Careless Love" - (McCartney/MacManus)
10. "That Day Is Done" - (McCartney/MacManus)
11. "How Many People"
12. "Motor of Love"
13. "Où Est Le Soleil" 
  - Är med på CD:n, men ej på LP:n.

### CD 2 (endast utgiven i Japan)
- Message
- The Long And Winding Road
- Loveliest Thing
- Rough Ride
- Ou Est Le Soleil
- Mama's Little Girl
- Same Time Next Year
- Party Party
- P.S. Love Me Do

Senare CD-utgåvor har bonuslåtar